# Astragalus creticus
Astragalus creticus es una especie de planta del género Astragalus, de la familia de las leguminosas, orden Fabales.

## Distribución
Astragalus creticus se distribuye por Creta.

## Taxonomía
Fue descrita científicamente por Lam. Fue publicada en Encycl. 1: 321 (1783).